# Lund (Familienname)
Lund ist ein skandinavischer Familienname.

## Namensträger

### A
- Allan Lund (Handballtrainer) (1945–2025), dänischer Handballtrainer
- Allan A. Lund (* 1944), dänischer Altphilologe
- Anders Lund (* 1985), dänischer Radrennfahrer
- Andreas Molbech Lund (1749–1820), Beamter und Inspektor von Grönland
- Anna Lund (* 1990), schwedische Jazzmusikerin
- Art Lund (1915–1990), US-amerikanischer Sänger und Schauspieler
- Arwid Lund (* 1968), schwedischer Bibliotheks- und Informationswissenschaftler
- Avijaja Lund Järund (* 1966), dänische Curlerin
- Axel Lund (1839–1925), schwedischer Politiker

### B
- Bernt Lund (1812–1885), norwegischer Maler
- Bodil Jerslev Lund (1919–2005), dänische Chemikerin
- Børge Lund (* 1979), norwegischer Handballspieler und -trainer

### C
- Carl Lund (Rechtswissenschaftler) (auch Carolus Lundius; 1638–1715), schwedischer Rechtswissenschaftler und Hochschullehrer
- Carl Lund (Drehbuchautor), Drehbuchautor und Filmproduzent
- Carl Lund-Quist (1908–1965), schwedisch-US-amerikanischer Theologe
- Carl Wesenberg-Lund (1867–1955), dänischer Biologe
- Carl Erik Lund (1884–1940), schwedischer Ringer
- Carl Johan Lund (1831–1914), schwedischer Orgelbauer
- Carl O. J. Lund (1857–1936), dänischer Porträt- und Landschaftsmaler
- Carsten Lund (* 1963), US-amerikanischer Informatiker
- Cecilie Lund (1917–1999), grönländische Schriftstellerin, Dichterin, Musikerin, Übersetzerin, Lehrerin, Højskoleleiterin und Frauenrechtlerin
- Christian Lund (1943–2007), schwedischer Regisseur
- Christian Tetzen-Lund (1852–1936), dänischer Unternehmer und Kunstsammler

### D
- Danica Lund (* 1974), deutsche Mixed-Media Künstlerin
- David Lund (Bischof) (1657–1729), finnisch-schwedischer Theologe, Hochschullehrer und Geistlicher, Bischof von Växjö
- David Lund (Psychologe) (1885–1924), schwedischer Psychologe

### E
- Ebba Lund (1923–1999), dänische Widerstandskämpferin im Zweiten Weltkrieg, Chemieingenieurin und Mikrobiologin
- Eilert Falch-Lund (1875–1960), norwegischer Segler
- Emil Lund (1855–1928), dänischer Maler
- Emma Lund (* 1989), schwedische Fußballspielerin
- Erik Lund (Regisseur) (1893–1958), deutscher Filmregisseur, Filmproduzent und Filmmanager
- Erik Lund (Komponist) (* 1948), US-amerikanischer Komponist, Posaunist und Dirigent
- Erik Lund (Rugbyspieler) (* 1979), norwegischer Rugby-Union-Spieler
- Erik Lund (Fußballspieler) (* 1988), schwedischer Fußballspieler
- Eva Lund (* 1971), schwedische Curlerin

### F
- Flemming Lund (* 1952), dänischer Fußballspieler
- Flemming C. Lund (* 1975), dänischer Gitarrist
- Frederik Christian Lund (1826–1901), dänischer Maler
- Fredrik Stang Lund (1859–1922), norwegischer Politiker
- Friedrich Wilhelm Kellermeister von der Lund (1781–1859), königlich preußischer Generalleutnant

### G
- Georg Lund (1861–1932), deutscher Bildhauer
- Gunnar Lund (* 1947), schwedischer Politiker

### H
- Hakon Lund (1928–2013), dänischer Bibliothekar und Kunsthistoriker
- Hannah Lotte Lund (* 1971), deutsche Historikerin
- Hans Lund (1950–2009), US-amerikanischer Pokerspieler
- Heinz Lund (1925–2016), deutscher Politiker (SPD)
- Helge Lund (* 1962), norwegischer Manager
- Henning Lund-Sørensen (* 1942), dänischer Fußballschiedsrichter
- Henrik Lund (Dichter) (Henning Jakob Henrik Lund; 1875–1948), grönländischer Lyriker, Maler und Priester
- Henrik Lund (Maler) (Henrik Louis Lund; 1879–1935), norwegischer Maler und Grafiker
- Henrik Lund (Ingenieurwissenschaftler) (* 1960), dänischer Ingenieurwissenschaftler und Hochschullehrer
- Henrik Lund (Politiker) (1939–2003), grönländischer Politiker, Generalkonsul und Journalist
- Henrik L’Abée-Lund (* 1986), norwegischer Biathlet
- Hilda Lund (1840–1911), schwedische Tänzerin

### I
- Isak Lund (Politiker, 1889) (1889–1974), grönländischer Landesrat, Katechet und Pastor
- Isak Lund (Politiker, 1902) (1902–1949), grönländischer Landesrat und Schäfer
- Isak Lund (Politiker, 1951) (* 1951), grönländischer Politiker und Schäfer
- Ivan Lund (1929–1992), australischer Fechter

### J
- Jakob Lund (1900–1979), grönländischer Katechet, Dichter, Komponist und Landesrat
- Jens Lund (1873–1946), dänischer Bildhauer
- Johan Michael Lund (1753–1824), norwegischer Politiker
- Johann Lund (Theologe) (1638–1686), deutscher Pastor und Hebraist
- Johann Ludwig Lund (1777–1867), dänischer Maler
- John Lund (1911–1992), US-amerikanischer Schauspieler
- John Theodor Lund (1842–1913), norwegischer Politiker
- Jon A. Lund (* 1928), US-amerikanischer Politiker
- Jonas Lund (* 1984), schwedischer Künstler
- Jørn Lund (Radsportler) (* 1944), dänischer Radsportler
- Jørn Lund (Sprachwissenschaftler) (* 1946), dänischer Sprachwissenschaftler

### K
- Kalistat Lund (* 1959), grönländischer Politiker
- Karl Lund (1888–1942), finnischer Turner
- Karoline Lund (* 1999), norwegische Handballspielerin
- Keld Lund (* 1940), dänischer Bibliothekar
- Kiistat Lund (1944–2017), grönländische Künstlerin
- Kjell Lund (1937–2013), norwegischer Architekt
- Klas Lund (* 1968), schwedischer Rechtsextremist
- Kristin Lund (* 1958), norwegische Generalmajorin
- Kristoffer Lund (* 2002), dänisch-US-amerikanischer Fußballspieler

### L
- Lage Lund (* 1977), norwegischer Jazzmusiker
- Lars Erik Lund (* 1974), norwegischer Eishockeyspieler
- Lucas Lund (* 2000), dänischer Fußballtorwart

### M
- Magnus L’Abée-Lund (* 1988), norwegischer Biathlet
- Marco Lund (* 1996), dänischer Fußballspieler
- Maria Lund (* 1983), finnische Sängerin und Schauspielerin
- Marit Bratberg Lund (* 1997), norwegische Fußballspielerin
- Marita Skammelsrud Lund (* 1989), norwegische Fußballspielerin
- Marte Leinan Lund (* 2001), norwegische nordische Kombiniererin
- Matti Lund Nielsen (* 1988), dänischer Fußballspieler
- Miilu Lars Lund (1929–2015), grönländischer Eskimologe
- Morten Lund (Politiker) (* 1945), norwegischer Politiker
- Morten Lund (Musiker) (* 1972), dänischer Jazzmusiker
- Morten Lund (Unternehmer) (* 1972), dänischer Unternehmer

### O
- Otto Marling Lund (1891–1956), britischer Generalleutnant
- Otto-Erich Lund (1925–2019), deutscher Augenarzt

### P
- Pentti Lund (1925–2013), finnischer Eishockeyspieler
- Peter Lund (Autor) (* 1965), deutscher Autor und Regisseur
- Peter D. Lund (* 1957), finnischer Energieforscher und Hochschullehrer
- Peter Wilhelm Lund (1801–1880), dänischer Zoologe und Paläontologe
- Pia Lund (* 1963), deutsche Musikerin

### R
- Regina Lund (* 1967), schwedische Schauspielerin
- Richard Lund (Schauspieler) (1885–1960), schwedischer Schauspieler
- Richard Lund (Paläontologe), US-amerikanischer Paläontologe und Zoologe

### S
- Signe Lund (1868–1950), norwegische Komponistin
- Sigurd Harald Lund (1823–1906), dänischer Tänzer
- Synnøve Macody Lund (* 1976), norwegische Journalistin und Schauspielerin

### T
- Tamara Lund (1941–2005), finnische Sängerin (Sopran) und Schauspielerin
- Theodore Lund (1810–1895), dänisch-amerikanischer Miniatur- und Porträtmaler
- Thomas Lund (* 1968), dänischer Badmintonspieler
- Thorleif Lund (1880–1956), norwegischer Theater- und Filmschauspieler
- Tina Lund (* 1981), dänische Reiterin
- Tobias Drevland Lund (* 1996), norwegischer Politiker
- Tor Lund (1888–1972), norwegischer Turner
- Torben Lund (* 1950), dänischer Politiker
- Troels Lund Poulsen (* 1976), dänischer Politiker

### V
- Valdemar Lund (* 2003), dänischer Fußballspieler
- Valdus Lund (1895–1962), dänischer Fußballspieler

### W
- Willy Lund (* um 1940), schwedischer Badmintonspieler

### Z
- Zach Lund (Zachary Lund; * 1979), US-amerikanischer Skeletonpilot
- Zacharias Lund (1608–1667), dänischer Dichter und Klassischer Philologe
- Zoë Lund (1962–1999), US-amerikanische Schauspielerin und Drehbuchautorin

Lund ist der Herkunftsname folgender Personen:
- Absalon von Lund (1128–1201), Bischof von Roskilde und Erzbischof von Lund
- Eskil von Lund (um 1100–1181), Erzbischof von Lund

Lund ist der Name folgender fiktiven Figuren:
- Kommissarin Lund, siehe Kommissarin Lund – Das Verbrechen